# فيكي مكلور
فيكي مكلور (بالإنجليزية: Vicky McClure)‏ هي عارضة وممثلة بريطانية، ولدت في 8 مايو 1983 في المملكة المتحدة.

## أعمال

### أفلام
- (2006) هذه هي إنجلترا[4][5]
- (2012) آنا كارينينا[6][7]
- (2013) طائر الطنان

## وصلات خارجية
- فيكي مكلور على موقع IMDb (الإنجليزية)
- فيكي مكلور على موقع قاعدة بيانات الأفلام العربية
- فيكي مكلور على موقع ألو سيني (الفرنسية)
- فيكي مكلور على موقع أول موفي (الإنجليزية)
- فيكي مكلور على موقع قاعدة بيانات الأفلام السويدية (السويدية)
- فيكي مكلور على موقع ديسكوغز (الإنجليزية)
- فيكي مكلور على موقع قاعدة بيانات الفيلم (الإنجليزية)
- فيكي مكلور على موقع كينوبويسك (الروسية)